# Mariela Coronel
Mariela Coronel (20 de junho de 1981) é uma futebolista argentina que atua como meia.

## Carreira
Mariela Coronel integrou o elenco da Seleção Argentina de Futebol Feminino, nas Olimpíadas de 2008. 